# Gitane-Frigécrème

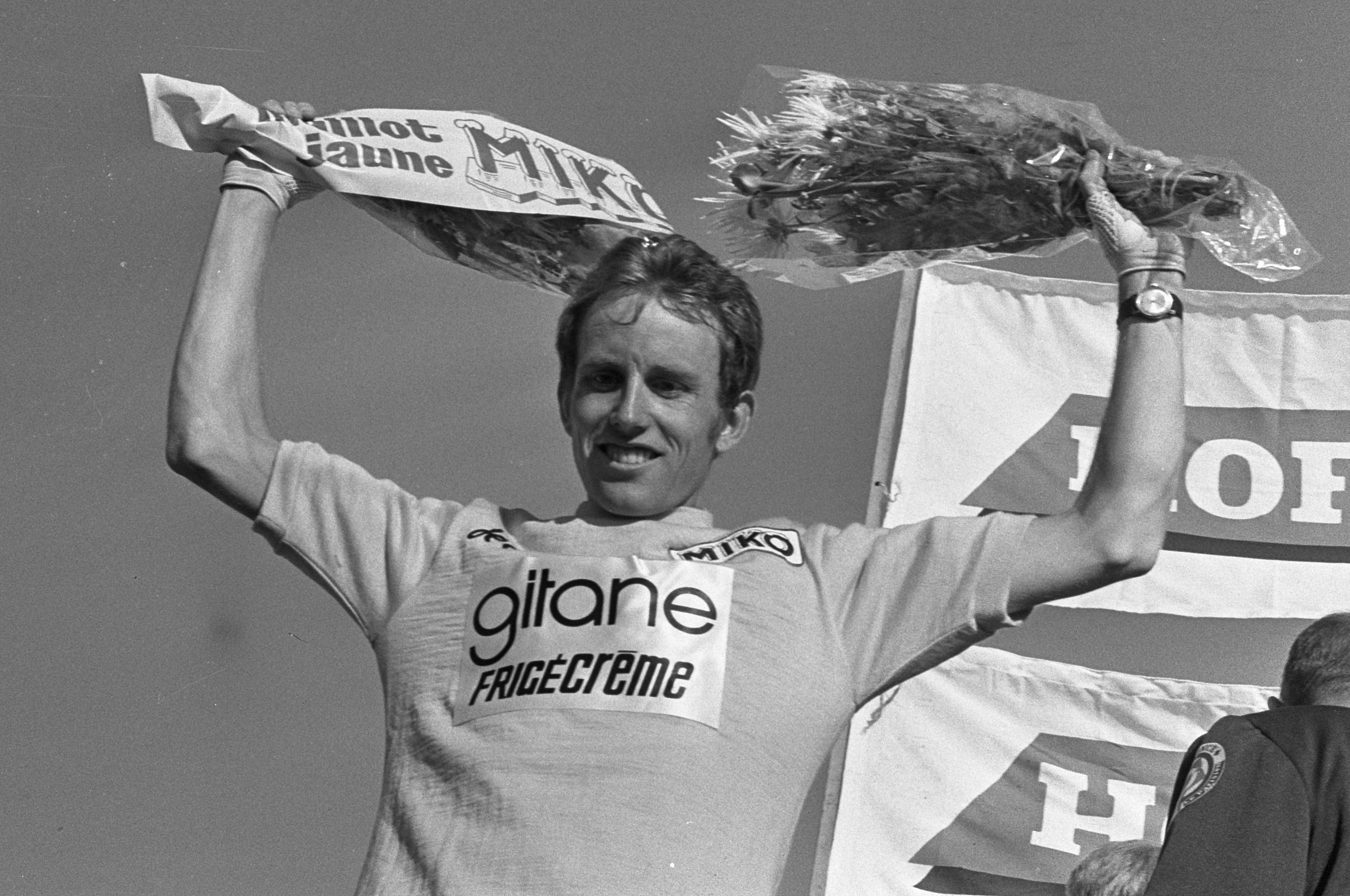
Joop Zoetemelk bei der Tour de France 1973

Gitane-Frigécrème oder Gitane war ein französisches Radsportteam, das von 1972 bis 1973 bestand. Nicht zu verwechseln mit den Teams Gitane-Campagnolo oder Renault-Gitane.

## Geschichte
Das Team wurde 1972 von André Desvages gegründet. In der ersten Saison konnte nur ein Sieg erzielt werden. Weitere Siege wurden nur bei einigen französischen Kriterien erzielt. 1973 kam mit Joop Zoetemelk ein Fahrer zum Team, welcher Erfolge für das Team erzielen konnte. Unter anderem zweite Plätze bei Paris-Nizza und Grand Prix Midi Libre, Platz 3 beim Critérium du Dauphiné, vierte Plätze bei der Tour de France und beim Amstel Gold Race sowie Platz 5 bei der Flandern-Rundfahrt. Nach der Saison 1973 löste sich das Team auf und fusionierte mit dem Team Sonolor zu Sonolor-Gitane.
Hauptsponsor war von 1972 bis 1973 der französische Fahrradhersteller Gitane. Ab 1973 war ein französischer Eishersteller namens Frigécrème Co-Sponsor.

## Erfolge
1972
- eine Etappe Tour de l’Oise

1973
- drei Etappen Tour de France
- Bordeaux–Paris
- Grand Prix Ouest-France
- Tour du Haut Var
- eine Etappe Paris-Nizza
- eine Etappe Escalada a Montjuïc
- Niederländischer Meister – Straßenrennen

### Grand-Tour-Platzierungen
| Grand Tour         | 1972 | 1973 |
| ------------------ | ---- | ---- |
| Tour de FranceTour | 50   | 4    |

### Monumente-des-Radsports-Platzierungen
| Monument                 | 1972 | 1973 |
| ------------------------ | ---- | ---- |
| Mailand–Sanremo          | –    | –    |
| Flandern-Rundfahrt       | –    | 5    |
| Paris–Roubaix            | 41   | –    |
| Lüttich–Bastogne–Lüttich | –    | 9    |
| Lombardei-Rundfahrt      | –    | –    |

## Bekannte Fahrer
- Joop Zoetemelk (1973)
- Gerard Vianen (1973)